# لي (فلم)
لي هو فيلم درامي بريطاني عن السيرة الذاتية لعام 2023 من إخراج إلين كوراس في أول فيلم روائي طويل لها، من سيناريو لليز هانا وجون كولي وماريون هيوم، وقصة من هيوم وكولي وليم دوبس، مقتبس من السيرة الذاتية لعام 1985 حياة لي. ميلر لأنطوني بنروز. تقوم ببطولته كيت وينسلت في دور صحفي الحرب العالمية الثانية لي ميلر.

## وصلات خارجية
- مقالات تستعمل روابط فنية بلا صلة مع ويكي بيانات